# 交大書院
交大书院是中華人民共和國上海市徐匯區番禺路一家書店，由上海交通大学和上海交通大學出版社推出，於2021年6月18日開業。面積400平方米，店内约有10000册藏书，交大書院一樓為書店，二楼為公共平台以及讀書會活動區。